# Jeffry de Vries
Jeffry de Vries (4 settembre 1964) è un pilota motociclistico olandese, ritiratosi dall'attività agonistica.

## Carriera
De Vries fa il suo esordisce nel mondiale Superbike nella stagione 1989, quando disputa alcune gare con una Yamaha conquistando qualche punto. La stagione successiva corre ancora a mezzo servizio nel mondiale Superbike conquistando 24 punti iridati. Nel triennio 1991-1992-1993 è pilota titolare ottenendo le cose migliori il primo anno con un quinto posto in gara2 al Mugello e il dodicesimo posto in classifica piloti. Nel 1992 inoltre è pilota titolare nel campionato europeo Superbike dove ottiene un podio e si classifica al quarto posto finale.
Nelle tre stagioni successive disputa poche gare nel campionato mondiale Superbike e sempre con Yamaha.
Nelle stagioni 1995 e 1996 disputa il Thunderbike Trophy (classe riservata a motociclette da 600 cm³ con motori a quattro tempi con quattro cilindri) e, nuovamente con Yamaha, chiude la prima edizione all'ottavo posto, e la seconda al terzo conquistando tre vittorie e quattro piazzamenti a podio complessivi.
Nel 1997 è tra i piloti titolari nell'edizione inaugurale del campionato mondiale Supersport. In particolare, in sella ad una Yamaha, totalizza 37 punti ed il quattordicesimo posto in classifica piloti; miglior risultato stagionale è il quarto posto conquistato in occasione del  Gran Premio di Assen.

## Risultati in gara

### Campionato mondiale Superbike
| 1988 | Moto   |  |  |    |    |  |  |  |  |  |  |  |  |  |  |  |  |  |  |  |  |  |  |  |  |  |  | Punti | Pos. |
| ---- | ------ |  |  | -- | -- |  |  |  |  |  |  |  |  |  |  |  |  |  |  |  |  |  |  |  |  |  |  | ----- | ---- |
| 1988 | Yamaha |  |  | NQ | NQ |  |  |  |  |  |  |  |  |  |  |  |  |  |  |  |  |  |  |  |  |  |  | 0     |      |

| 1989 | Moto   |    |    |     |    |  |  |  |  |    |    |    |    |  |  |     |    |  |  |  |  |  |  |  |  |  |  | Punti | Pos. |
| ---- | ------ | -- | -- | --- | -- |  |  |  |  | -- | -- | -- | -- |  |  | --- | -- |  |  |  |  |  |  |  |  |  |  | ----- | ---- |
| 1989 | Yamaha | 24 | 17 | Rit | 21 |  |  |  |  | 24 | 23 | 13 | NP |  |  | Rit | 17 |  |  |  |  |  |  |  |  |  |  | 3     | 74º  |

| 1990 | Moto   |     |    |    |    |    |    |    |    |  |  |  |  |  |  |  |  |    |    |    |    |  |  |  |  |  |  | Punti | Pos. |
| ---- | ------ | --- | -- | -- | -- | -- | -- | -- | -- |  |  |  |  |  |  |  |  | -- | -- | -- | -- |  |  |  |  |  |  | ----- | ---- |
| 1990 | Yamaha | Rit | 14 | 17 | 14 | 14 | 13 | 12 | 15 |  |  |  |  |  |  |  |  | 13 | 17 | 15 | 10 |  |  |  |  |  |  | 24    | 25º  |

| 1991 | Moto   |   |    |    |     |       |       |    |    |    |    |    |    |    |     |     |    |    |    |    |     |    |    |    |   |     |     | Punti | Pos. |
| ---- | ------ | - | -- | -- | --- | ----- | ----- | -- | -- | -- | -- | -- | -- | -- | --- | --- | -- | -- | -- | -- | --- | -- | -- | -- | - | --- | --- | ----- | ---- |
| 1991 | Yamaha | 9 | 10 | 15 | Rit | [ 5 ] | [ 5 ] | 10 | 10 | 11 | 12 | 16 | 16 | 12 | Rit | Rit | 24 | 13 | 13 | 13 | Rit | 12 | 14 | 15 | 5 | Rit | Rit | 66    | 12º  |

| 1992 | Moto   |    |     |    |    |     |    |    |    |    |     |    |    |    |    |     |    |    |     |    |     |  |  |    |    |     |    | Punti | Pos. |
| ---- | ------ | -- | --- | -- | -- | --- | -- | -- | -- | -- | --- | -- | -- | -- | -- | --- | -- | -- | --- | -- | --- |  |  | -- | -- | --- | -- | ----- | ---- |
| 1992 | Yamaha | 17 | Rit | 14 | 19 | Rit | 19 | 11 | 14 | 15 | Rit | 13 | 12 | 14 | 10 | Rit | 15 | 22 | Rit | 16 | Rit |  |  | 14 | 13 | Rit | NP | 31    | 20º  |

| 1993 | Moto   |     |     |    |    |    |    |    |    |   |   |    |   |    |   |     |    |     |     |    |    |     |     |     |     |    |     | Punti | Pos. |
| ---- | ------ | --- | --- | -- | -- | -- | -- | -- | -- | - | - | -- | - | -- | - | --- | -- | --- | --- | -- | -- | --- | --- | --- | --- | -- | --- | ----- | ---- |
| 1993 | Yamaha | Rit | Rit | 11 | NP | 16 | 15 | 11 | 12 | 7 | 9 | 14 | 8 | 13 | 9 | Rit | 12 | Rit | Rit | 12 | 11 | Rit | Rit | Rit | Rit | 12 | Rit | 64,5  | 14º  |

| 1994 | Moto   |    |    |  |  |  |  |  |  |  |  |  |  |  |  |    |    |    |    |    |    |  |  |  |  |  |  | Punti | Pos. |
| ---- | ------ | -- | -- |  |  |  |  |  |  |  |  |  |  |  |  | -- | -- | -- | -- | -- | -- |  |  |  |  |  |  | ----- | ---- |
| 1994 | Yamaha | NQ | NQ |  |  |  |  |  |  |  |  |  |  |  |  | 14 | 15 | 19 | 13 | 18 | 13 |  |  |  |  |  |  | 9     | 40º  |

| 1995 | Moto   |    |     |  |  |  |  |  |  |  |  |  |  |  |  |  |  |  |  |  |  |  |  |  |  |  |  | Punti | Pos. |
| ---- | ------ | -- | --- |  |  |  |  |  |  |  |  |  |  |  |  |  |  |  |  |  |  |  |  |  |  |  |  | ----- | ---- |
| 1995 | Yamaha | 23 | Rit |  |  |  |  |  |  |  |  |  |  |  |  |  |  |  |  |  |  |  |  |  |  |  |  | 0     |      |

| 1996 | Moto   |  |  |  |  |  |  |  |  |  |  |  |  |  |  |  |  |  |  |    |    |  |  |  |  |  |  | Punti | Pos. |
| ---- | ------ |  |  |  |  |  |  |  |  |  |  |  |  |  |  |  |  |  |  | -- | -- |  |  |  |  |  |  | ----- | ---- |
| 1996 | Yamaha |  |  |  |  |  |  |  |  |  |  |  |  |  |  |  |  |  |  | 12 | 13 |  |  |  |  |  |  | 7     | 35º  |

| Legenda | 1º posto        | 2º posto            | 3º posto           | A punti      | Senza punti        | Grassetto – Pole position Corsivo – Giro più veloce |
| Legenda | Gara non valida | Non qual./Non part. | Ritirato/Non class | Squalificato | '-' Dato non disp. | Grassetto – Pole position Corsivo – Giro più veloce |

### Motomondiale
| 1995 | Classe             | Moto   |    |    |    |  |  |  |   |  |   |   |    |    |     |  |  | Punti | Pos. |
| ---- | ------------------ | ------ | -- | -- | -- |  |  |  | - |  | - | - | -- | -- | --- |  |  | ----- | ---- |
| 1995 | Thunderbike Trophy | Yamaha | NE | NE | NE |  |  |  | 2 |  | 1 | 7 | NE | NE | Rit |  |  | 54    | 8º   |

| 1996 | Classe             | Moto   |    |    |    |     |   |   |   |   |    |   |   |    |   |    |    | Punti | Pos. |
| ---- | ------------------ | ------ | -- | -- | -- | --- | - | - | - | - | -- | - | - | -- | - | -- | -- | ----- | ---- |
| 1996 | Thunderbike Trophy | Yamaha | NE | NE | NE | Rit | 9 | 4 | 1 | 1 | NP | 6 | 5 | NE | 4 | NE | NE | 104   | 3º   |

| Legenda | 1º posto        | 2º posto            | 3º posto            | A punti      | Senza punti        | Grassetto – Pole position Corsivo – Giro più veloce |
| Legenda | Gara non valida | Non qual./Non part. | Ritirato/Non class. | Squalificato | '-' Dato non disp. | Grassetto – Pole position Corsivo – Giro più veloce |

### Campionato mondiale Supersport
| 1997 | Moto   |   |    |     |     |    |    |   |    |    |    |     | Punti | Pos. |
| ---- | ------ | - | -- | --- | --- | -- | -- | - | -- | -- | -- | --- | ----- | ---- |
| 1997 | Yamaha | 6 | NP | Rit | Rit | 17 | 14 | 4 | 19 | 10 | 10 | Rit | 37    | 14º  |

| Legenda | 1º posto        | 2º posto            | 3º posto           | A punti      | Senza punti        | Grassetto – Pole position Corsivo – Giro più veloce |
| Legenda | Gara non valida | Non qual./Non part. | Ritirato/Non class | Squalificato | '-' Dato non disp. | Grassetto – Pole position Corsivo – Giro più veloce |